# Королівський гамбіт
Королівський гамбіт — шаховий дебют, який розпочинається ходами:

 1. e2-e4 e7-e5

 2. f2-f4

Цей дебют є гамбітом і належить до відкритих початків.
Ідея цього дебюту полягає в усуненні пішака е5, розкриття вертикалі «f», захоплення центру ходом d4 й атаки на пункт «f7». Один із найгостріших і найскладніших дебютів.
В залежності від того, чи приймуть чорні жертву пішака, чи ні, продовження партії має два варіанти:
- Прийнятий королівський гамбіт
- Відхилений королівський гамбіт

Відмовившись від жертви білих, чорні можуть запропонувати зустрічну жертву пішака:
- Контргамбіт Фалькбеєра

До королівського гамбіту можна прийти через дебют Берда, коли після ходу білих 1. f4 слідує продовження: 1... e5 і 2. e4.

## Варіанти

### Прийнятий королівський гамбіт
Прийнятий королівський гамбіт — дебют, що починається ходами  1. e2-e4 e7-e5 2. f2-f4 e5:f4 Належить до відкритих дебютів. Перший спогад про нього зустрічається в XVI столітті  в працях Лопеса. Важливу роль в розробці гамбіту відіграли досліди й партії італійських майстрів Середньовіччя — Греко, Палеріо, Сальвіо та інших. До XIX століття королівський гамбіт був одним з найпопулярніших дебютів.
|   | a | b | c | d | e | f | g | h |   |
| 8 | a8 чорна тура · b8 чорний кінь · c8 чорний слон · d8 чорний ферзь · e8 чорний король · f8 чорний слон · g8 чорний кінь · h8 чорна тура · a7 чорний пішак · b7 чорний пішак · c7 чорний пішак · d7 чорний пішак · f7 чорний пішак · g7 чорний пішак · h7 чорний пішак · e4 білий пішак · f4 чорний пішак · f3 білий кінь · a2 білий пішак · b2 білий пішак · c2 білий пішак · d2 білий пішак · g2 білий пішак · h2 білий пішак · a1 біла тура · b1 білий кінь · c1 білий слон · d1 білий ферзь · e1 білий король · f1 білий слон · h1 біла тура | a8 чорна тура · b8 чорний кінь · c8 чорний слон · d8 чорний ферзь · e8 чорний король · f8 чорний слон · g8 чорний кінь · h8 чорна тура · a7 чорний пішак · b7 чорний пішак · c7 чорний пішак · d7 чорний пішак · f7 чорний пішак · g7 чорний пішак · h7 чорний пішак · e4 білий пішак · f4 чорний пішак · f3 білий кінь · a2 білий пішак · b2 білий пішак · c2 білий пішак · d2 білий пішак · g2 білий пішак · h2 білий пішак · a1 біла тура · b1 білий кінь · c1 білий слон · d1 білий ферзь · e1 білий король · f1 білий слон · h1 біла тура | a8 чорна тура · b8 чорний кінь · c8 чорний слон · d8 чорний ферзь · e8 чорний король · f8 чорний слон · g8 чорний кінь · h8 чорна тура · a7 чорний пішак · b7 чорний пішак · c7 чорний пішак · d7 чорний пішак · f7 чорний пішак · g7 чорний пішак · h7 чорний пішак · e4 білий пішак · f4 чорний пішак · f3 білий кінь · a2 білий пішак · b2 білий пішак · c2 білий пішак · d2 білий пішак · g2 білий пішак · h2 білий пішак · a1 біла тура · b1 білий кінь · c1 білий слон · d1 білий ферзь · e1 білий король · f1 білий слон · h1 біла тура | a8 чорна тура · b8 чорний кінь · c8 чорний слон · d8 чорний ферзь · e8 чорний король · f8 чорний слон · g8 чорний кінь · h8 чорна тура · a7 чорний пішак · b7 чорний пішак · c7 чорний пішак · d7 чорний пішак · f7 чорний пішак · g7 чорний пішак · h7 чорний пішак · e4 білий пішак · f4 чорний пішак · f3 білий кінь · a2 білий пішак · b2 білий пішак · c2 білий пішак · d2 білий пішак · g2 білий пішак · h2 білий пішак · a1 біла тура · b1 білий кінь · c1 білий слон · d1 білий ферзь · e1 білий король · f1 білий слон · h1 біла тура | a8 чорна тура · b8 чорний кінь · c8 чорний слон · d8 чорний ферзь · e8 чорний король · f8 чорний слон · g8 чорний кінь · h8 чорна тура · a7 чорний пішак · b7 чорний пішак · c7 чорний пішак · d7 чорний пішак · f7 чорний пішак · g7 чорний пішак · h7 чорний пішак · e4 білий пішак · f4 чорний пішак · f3 білий кінь · a2 білий пішак · b2 білий пішак · c2 білий пішак · d2 білий пішак · g2 білий пішак · h2 білий пішак · a1 біла тура · b1 білий кінь · c1 білий слон · d1 білий ферзь · e1 білий король · f1 білий слон · h1 біла тура | a8 чорна тура · b8 чорний кінь · c8 чорний слон · d8 чорний ферзь · e8 чорний король · f8 чорний слон · g8 чорний кінь · h8 чорна тура · a7 чорний пішак · b7 чорний пішак · c7 чорний пішак · d7 чорний пішак · f7 чорний пішак · g7 чорний пішак · h7 чорний пішак · e4 білий пішак · f4 чорний пішак · f3 білий кінь · a2 білий пішак · b2 білий пішак · c2 білий пішак · d2 білий пішак · g2 білий пішак · h2 білий пішак · a1 біла тура · b1 білий кінь · c1 білий слон · d1 білий ферзь · e1 білий король · f1 білий слон · h1 біла тура | a8 чорна тура · b8 чорний кінь · c8 чорний слон · d8 чорний ферзь · e8 чорний король · f8 чорний слон · g8 чорний кінь · h8 чорна тура · a7 чорний пішак · b7 чорний пішак · c7 чорний пішак · d7 чорний пішак · f7 чорний пішак · g7 чорний пішак · h7 чорний пішак · e4 білий пішак · f4 чорний пішак · f3 білий кінь · a2 білий пішак · b2 білий пішак · c2 білий пішак · d2 білий пішак · g2 білий пішак · h2 білий пішак · a1 біла тура · b1 білий кінь · c1 білий слон · d1 білий ферзь · e1 білий король · f1 білий слон · h1 біла тура | a8 чорна тура · b8 чорний кінь · c8 чорний слон · d8 чорний ферзь · e8 чорний король · f8 чорний слон · g8 чорний кінь · h8 чорна тура · a7 чорний пішак · b7 чорний пішак · c7 чорний пішак · d7 чорний пішак · f7 чорний пішак · g7 чорний пішак · h7 чорний пішак · e4 білий пішак · f4 чорний пішак · f3 білий кінь · a2 білий пішак · b2 білий пішак · c2 білий пішак · d2 білий пішак · g2 білий пішак · h2 білий пішак · a1 біла тура · b1 білий кінь · c1 білий слон · d1 білий ферзь · e1 білий король · f1 білий слон · h1 біла тура | 8 |
| 7 | a8 чорна тура · b8 чорний кінь · c8 чорний слон · d8 чорний ферзь · e8 чорний король · f8 чорний слон · g8 чорний кінь · h8 чорна тура · a7 чорний пішак · b7 чорний пішак · c7 чорний пішак · d7 чорний пішак · f7 чорний пішак · g7 чорний пішак · h7 чорний пішак · e4 білий пішак · f4 чорний пішак · f3 білий кінь · a2 білий пішак · b2 білий пішак · c2 білий пішак · d2 білий пішак · g2 білий пішак · h2 білий пішак · a1 біла тура · b1 білий кінь · c1 білий слон · d1 білий ферзь · e1 білий король · f1 білий слон · h1 біла тура | a8 чорна тура · b8 чорний кінь · c8 чорний слон · d8 чорний ферзь · e8 чорний король · f8 чорний слон · g8 чорний кінь · h8 чорна тура · a7 чорний пішак · b7 чорний пішак · c7 чорний пішак · d7 чорний пішак · f7 чорний пішак · g7 чорний пішак · h7 чорний пішак · e4 білий пішак · f4 чорний пішак · f3 білий кінь · a2 білий пішак · b2 білий пішак · c2 білий пішак · d2 білий пішак · g2 білий пішак · h2 білий пішак · a1 біла тура · b1 білий кінь · c1 білий слон · d1 білий ферзь · e1 білий король · f1 білий слон · h1 біла тура | a8 чорна тура · b8 чорний кінь · c8 чорний слон · d8 чорний ферзь · e8 чорний король · f8 чорний слон · g8 чорний кінь · h8 чорна тура · a7 чорний пішак · b7 чорний пішак · c7 чорний пішак · d7 чорний пішак · f7 чорний пішак · g7 чорний пішак · h7 чорний пішак · e4 білий пішак · f4 чорний пішак · f3 білий кінь · a2 білий пішак · b2 білий пішак · c2 білий пішак · d2 білий пішак · g2 білий пішак · h2 білий пішак · a1 біла тура · b1 білий кінь · c1 білий слон · d1 білий ферзь · e1 білий король · f1 білий слон · h1 біла тура | a8 чорна тура · b8 чорний кінь · c8 чорний слон · d8 чорний ферзь · e8 чорний король · f8 чорний слон · g8 чорний кінь · h8 чорна тура · a7 чорний пішак · b7 чорний пішак · c7 чорний пішак · d7 чорний пішак · f7 чорний пішак · g7 чорний пішак · h7 чорний пішак · e4 білий пішак · f4 чорний пішак · f3 білий кінь · a2 білий пішак · b2 білий пішак · c2 білий пішак · d2 білий пішак · g2 білий пішак · h2 білий пішак · a1 біла тура · b1 білий кінь · c1 білий слон · d1 білий ферзь · e1 білий король · f1 білий слон · h1 біла тура | a8 чорна тура · b8 чорний кінь · c8 чорний слон · d8 чорний ферзь · e8 чорний король · f8 чорний слон · g8 чорний кінь · h8 чорна тура · a7 чорний пішак · b7 чорний пішак · c7 чорний пішак · d7 чорний пішак · f7 чорний пішак · g7 чорний пішак · h7 чорний пішак · e4 білий пішак · f4 чорний пішак · f3 білий кінь · a2 білий пішак · b2 білий пішак · c2 білий пішак · d2 білий пішак · g2 білий пішак · h2 білий пішак · a1 біла тура · b1 білий кінь · c1 білий слон · d1 білий ферзь · e1 білий король · f1 білий слон · h1 біла тура | a8 чорна тура · b8 чорний кінь · c8 чорний слон · d8 чорний ферзь · e8 чорний король · f8 чорний слон · g8 чорний кінь · h8 чорна тура · a7 чорний пішак · b7 чорний пішак · c7 чорний пішак · d7 чорний пішак · f7 чорний пішак · g7 чорний пішак · h7 чорний пішак · e4 білий пішак · f4 чорний пішак · f3 білий кінь · a2 білий пішак · b2 білий пішак · c2 білий пішак · d2 білий пішак · g2 білий пішак · h2 білий пішак · a1 біла тура · b1 білий кінь · c1 білий слон · d1 білий ферзь · e1 білий король · f1 білий слон · h1 біла тура | a8 чорна тура · b8 чорний кінь · c8 чорний слон · d8 чорний ферзь · e8 чорний король · f8 чорний слон · g8 чорний кінь · h8 чорна тура · a7 чорний пішак · b7 чорний пішак · c7 чорний пішак · d7 чорний пішак · f7 чорний пішак · g7 чорний пішак · h7 чорний пішак · e4 білий пішак · f4 чорний пішак · f3 білий кінь · a2 білий пішак · b2 білий пішак · c2 білий пішак · d2 білий пішак · g2 білий пішак · h2 білий пішак · a1 біла тура · b1 білий кінь · c1 білий слон · d1 білий ферзь · e1 білий король · f1 білий слон · h1 біла тура | a8 чорна тура · b8 чорний кінь · c8 чорний слон · d8 чорний ферзь · e8 чорний король · f8 чорний слон · g8 чорний кінь · h8 чорна тура · a7 чорний пішак · b7 чорний пішак · c7 чорний пішак · d7 чорний пішак · f7 чорний пішак · g7 чорний пішак · h7 чорний пішак · e4 білий пішак · f4 чорний пішак · f3 білий кінь · a2 білий пішак · b2 білий пішак · c2 білий пішак · d2 білий пішак · g2 білий пішак · h2 білий пішак · a1 біла тура · b1 білий кінь · c1 білий слон · d1 білий ферзь · e1 білий король · f1 білий слон · h1 біла тура | 7 |
| 6 | a8 чорна тура · b8 чорний кінь · c8 чорний слон · d8 чорний ферзь · e8 чорний король · f8 чорний слон · g8 чорний кінь · h8 чорна тура · a7 чорний пішак · b7 чорний пішак · c7 чорний пішак · d7 чорний пішак · f7 чорний пішак · g7 чорний пішак · h7 чорний пішак · e4 білий пішак · f4 чорний пішак · f3 білий кінь · a2 білий пішак · b2 білий пішак · c2 білий пішак · d2 білий пішак · g2 білий пішак · h2 білий пішак · a1 біла тура · b1 білий кінь · c1 білий слон · d1 білий ферзь · e1 білий король · f1 білий слон · h1 біла тура | a8 чорна тура · b8 чорний кінь · c8 чорний слон · d8 чорний ферзь · e8 чорний король · f8 чорний слон · g8 чорний кінь · h8 чорна тура · a7 чорний пішак · b7 чорний пішак · c7 чорний пішак · d7 чорний пішак · f7 чорний пішак · g7 чорний пішак · h7 чорний пішак · e4 білий пішак · f4 чорний пішак · f3 білий кінь · a2 білий пішак · b2 білий пішак · c2 білий пішак · d2 білий пішак · g2 білий пішак · h2 білий пішак · a1 біла тура · b1 білий кінь · c1 білий слон · d1 білий ферзь · e1 білий король · f1 білий слон · h1 біла тура | a8 чорна тура · b8 чорний кінь · c8 чорний слон · d8 чорний ферзь · e8 чорний король · f8 чорний слон · g8 чорний кінь · h8 чорна тура · a7 чорний пішак · b7 чорний пішак · c7 чорний пішак · d7 чорний пішак · f7 чорний пішак · g7 чорний пішак · h7 чорний пішак · e4 білий пішак · f4 чорний пішак · f3 білий кінь · a2 білий пішак · b2 білий пішак · c2 білий пішак · d2 білий пішак · g2 білий пішак · h2 білий пішак · a1 біла тура · b1 білий кінь · c1 білий слон · d1 білий ферзь · e1 білий король · f1 білий слон · h1 біла тура | a8 чорна тура · b8 чорний кінь · c8 чорний слон · d8 чорний ферзь · e8 чорний король · f8 чорний слон · g8 чорний кінь · h8 чорна тура · a7 чорний пішак · b7 чорний пішак · c7 чорний пішак · d7 чорний пішак · f7 чорний пішак · g7 чорний пішак · h7 чорний пішак · e4 білий пішак · f4 чорний пішак · f3 білий кінь · a2 білий пішак · b2 білий пішак · c2 білий пішак · d2 білий пішак · g2 білий пішак · h2 білий пішак · a1 біла тура · b1 білий кінь · c1 білий слон · d1 білий ферзь · e1 білий король · f1 білий слон · h1 біла тура | a8 чорна тура · b8 чорний кінь · c8 чорний слон · d8 чорний ферзь · e8 чорний король · f8 чорний слон · g8 чорний кінь · h8 чорна тура · a7 чорний пішак · b7 чорний пішак · c7 чорний пішак · d7 чорний пішак · f7 чорний пішак · g7 чорний пішак · h7 чорний пішак · e4 білий пішак · f4 чорний пішак · f3 білий кінь · a2 білий пішак · b2 білий пішак · c2 білий пішак · d2 білий пішак · g2 білий пішак · h2 білий пішак · a1 біла тура · b1 білий кінь · c1 білий слон · d1 білий ферзь · e1 білий король · f1 білий слон · h1 біла тура | a8 чорна тура · b8 чорний кінь · c8 чорний слон · d8 чорний ферзь · e8 чорний король · f8 чорний слон · g8 чорний кінь · h8 чорна тура · a7 чорний пішак · b7 чорний пішак · c7 чорний пішак · d7 чорний пішак · f7 чорний пішак · g7 чорний пішак · h7 чорний пішак · e4 білий пішак · f4 чорний пішак · f3 білий кінь · a2 білий пішак · b2 білий пішак · c2 білий пішак · d2 білий пішак · g2 білий пішак · h2 білий пішак · a1 біла тура · b1 білий кінь · c1 білий слон · d1 білий ферзь · e1 білий король · f1 білий слон · h1 біла тура | a8 чорна тура · b8 чорний кінь · c8 чорний слон · d8 чорний ферзь · e8 чорний король · f8 чорний слон · g8 чорний кінь · h8 чорна тура · a7 чорний пішак · b7 чорний пішак · c7 чорний пішак · d7 чорний пішак · f7 чорний пішак · g7 чорний пішак · h7 чорний пішак · e4 білий пішак · f4 чорний пішак · f3 білий кінь · a2 білий пішак · b2 білий пішак · c2 білий пішак · d2 білий пішак · g2 білий пішак · h2 білий пішак · a1 біла тура · b1 білий кінь · c1 білий слон · d1 білий ферзь · e1 білий король · f1 білий слон · h1 біла тура | a8 чорна тура · b8 чорний кінь · c8 чорний слон · d8 чорний ферзь · e8 чорний король · f8 чорний слон · g8 чорний кінь · h8 чорна тура · a7 чорний пішак · b7 чорний пішак · c7 чорний пішак · d7 чорний пішак · f7 чорний пішак · g7 чорний пішак · h7 чорний пішак · e4 білий пішак · f4 чорний пішак · f3 білий кінь · a2 білий пішак · b2 білий пішак · c2 білий пішак · d2 білий пішак · g2 білий пішак · h2 білий пішак · a1 біла тура · b1 білий кінь · c1 білий слон · d1 білий ферзь · e1 білий король · f1 білий слон · h1 біла тура | 6 |
| 5 | a8 чорна тура · b8 чорний кінь · c8 чорний слон · d8 чорний ферзь · e8 чорний король · f8 чорний слон · g8 чорний кінь · h8 чорна тура · a7 чорний пішак · b7 чорний пішак · c7 чорний пішак · d7 чорний пішак · f7 чорний пішак · g7 чорний пішак · h7 чорний пішак · e4 білий пішак · f4 чорний пішак · f3 білий кінь · a2 білий пішак · b2 білий пішак · c2 білий пішак · d2 білий пішак · g2 білий пішак · h2 білий пішак · a1 біла тура · b1 білий кінь · c1 білий слон · d1 білий ферзь · e1 білий король · f1 білий слон · h1 біла тура | a8 чорна тура · b8 чорний кінь · c8 чорний слон · d8 чорний ферзь · e8 чорний король · f8 чорний слон · g8 чорний кінь · h8 чорна тура · a7 чорний пішак · b7 чорний пішак · c7 чорний пішак · d7 чорний пішак · f7 чорний пішак · g7 чорний пішак · h7 чорний пішак · e4 білий пішак · f4 чорний пішак · f3 білий кінь · a2 білий пішак · b2 білий пішак · c2 білий пішак · d2 білий пішак · g2 білий пішак · h2 білий пішак · a1 біла тура · b1 білий кінь · c1 білий слон · d1 білий ферзь · e1 білий король · f1 білий слон · h1 біла тура | a8 чорна тура · b8 чорний кінь · c8 чорний слон · d8 чорний ферзь · e8 чорний король · f8 чорний слон · g8 чорний кінь · h8 чорна тура · a7 чорний пішак · b7 чорний пішак · c7 чорний пішак · d7 чорний пішак · f7 чорний пішак · g7 чорний пішак · h7 чорний пішак · e4 білий пішак · f4 чорний пішак · f3 білий кінь · a2 білий пішак · b2 білий пішак · c2 білий пішак · d2 білий пішак · g2 білий пішак · h2 білий пішак · a1 біла тура · b1 білий кінь · c1 білий слон · d1 білий ферзь · e1 білий король · f1 білий слон · h1 біла тура | a8 чорна тура · b8 чорний кінь · c8 чорний слон · d8 чорний ферзь · e8 чорний король · f8 чорний слон · g8 чорний кінь · h8 чорна тура · a7 чорний пішак · b7 чорний пішак · c7 чорний пішак · d7 чорний пішак · f7 чорний пішак · g7 чорний пішак · h7 чорний пішак · e4 білий пішак · f4 чорний пішак · f3 білий кінь · a2 білий пішак · b2 білий пішак · c2 білий пішак · d2 білий пішак · g2 білий пішак · h2 білий пішак · a1 біла тура · b1 білий кінь · c1 білий слон · d1 білий ферзь · e1 білий король · f1 білий слон · h1 біла тура | a8 чорна тура · b8 чорний кінь · c8 чорний слон · d8 чорний ферзь · e8 чорний король · f8 чорний слон · g8 чорний кінь · h8 чорна тура · a7 чорний пішак · b7 чорний пішак · c7 чорний пішак · d7 чорний пішак · f7 чорний пішак · g7 чорний пішак · h7 чорний пішак · e4 білий пішак · f4 чорний пішак · f3 білий кінь · a2 білий пішак · b2 білий пішак · c2 білий пішак · d2 білий пішак · g2 білий пішак · h2 білий пішак · a1 біла тура · b1 білий кінь · c1 білий слон · d1 білий ферзь · e1 білий король · f1 білий слон · h1 біла тура | a8 чорна тура · b8 чорний кінь · c8 чорний слон · d8 чорний ферзь · e8 чорний король · f8 чорний слон · g8 чорний кінь · h8 чорна тура · a7 чорний пішак · b7 чорний пішак · c7 чорний пішак · d7 чорний пішак · f7 чорний пішак · g7 чорний пішак · h7 чорний пішак · e4 білий пішак · f4 чорний пішак · f3 білий кінь · a2 білий пішак · b2 білий пішак · c2 білий пішак · d2 білий пішак · g2 білий пішак · h2 білий пішак · a1 біла тура · b1 білий кінь · c1 білий слон · d1 білий ферзь · e1 білий король · f1 білий слон · h1 біла тура | a8 чорна тура · b8 чорний кінь · c8 чорний слон · d8 чорний ферзь · e8 чорний король · f8 чорний слон · g8 чорний кінь · h8 чорна тура · a7 чорний пішак · b7 чорний пішак · c7 чорний пішак · d7 чорний пішак · f7 чорний пішак · g7 чорний пішак · h7 чорний пішак · e4 білий пішак · f4 чорний пішак · f3 білий кінь · a2 білий пішак · b2 білий пішак · c2 білий пішак · d2 білий пішак · g2 білий пішак · h2 білий пішак · a1 біла тура · b1 білий кінь · c1 білий слон · d1 білий ферзь · e1 білий король · f1 білий слон · h1 біла тура | a8 чорна тура · b8 чорний кінь · c8 чорний слон · d8 чорний ферзь · e8 чорний король · f8 чорний слон · g8 чорний кінь · h8 чорна тура · a7 чорний пішак · b7 чорний пішак · c7 чорний пішак · d7 чорний пішак · f7 чорний пішак · g7 чорний пішак · h7 чорний пішак · e4 білий пішак · f4 чорний пішак · f3 білий кінь · a2 білий пішак · b2 білий пішак · c2 білий пішак · d2 білий пішак · g2 білий пішак · h2 білий пішак · a1 біла тура · b1 білий кінь · c1 білий слон · d1 білий ферзь · e1 білий король · f1 білий слон · h1 біла тура | 5 |
| 4 | a8 чорна тура · b8 чорний кінь · c8 чорний слон · d8 чорний ферзь · e8 чорний король · f8 чорний слон · g8 чорний кінь · h8 чорна тура · a7 чорний пішак · b7 чорний пішак · c7 чорний пішак · d7 чорний пішак · f7 чорний пішак · g7 чорний пішак · h7 чорний пішак · e4 білий пішак · f4 чорний пішак · f3 білий кінь · a2 білий пішак · b2 білий пішак · c2 білий пішак · d2 білий пішак · g2 білий пішак · h2 білий пішак · a1 біла тура · b1 білий кінь · c1 білий слон · d1 білий ферзь · e1 білий король · f1 білий слон · h1 біла тура | a8 чорна тура · b8 чорний кінь · c8 чорний слон · d8 чорний ферзь · e8 чорний король · f8 чорний слон · g8 чорний кінь · h8 чорна тура · a7 чорний пішак · b7 чорний пішак · c7 чорний пішак · d7 чорний пішак · f7 чорний пішак · g7 чорний пішак · h7 чорний пішак · e4 білий пішак · f4 чорний пішак · f3 білий кінь · a2 білий пішак · b2 білий пішак · c2 білий пішак · d2 білий пішак · g2 білий пішак · h2 білий пішак · a1 біла тура · b1 білий кінь · c1 білий слон · d1 білий ферзь · e1 білий король · f1 білий слон · h1 біла тура | a8 чорна тура · b8 чорний кінь · c8 чорний слон · d8 чорний ферзь · e8 чорний король · f8 чорний слон · g8 чорний кінь · h8 чорна тура · a7 чорний пішак · b7 чорний пішак · c7 чорний пішак · d7 чорний пішак · f7 чорний пішак · g7 чорний пішак · h7 чорний пішак · e4 білий пішак · f4 чорний пішак · f3 білий кінь · a2 білий пішак · b2 білий пішак · c2 білий пішак · d2 білий пішак · g2 білий пішак · h2 білий пішак · a1 біла тура · b1 білий кінь · c1 білий слон · d1 білий ферзь · e1 білий король · f1 білий слон · h1 біла тура | a8 чорна тура · b8 чорний кінь · c8 чорний слон · d8 чорний ферзь · e8 чорний король · f8 чорний слон · g8 чорний кінь · h8 чорна тура · a7 чорний пішак · b7 чорний пішак · c7 чорний пішак · d7 чорний пішак · f7 чорний пішак · g7 чорний пішак · h7 чорний пішак · e4 білий пішак · f4 чорний пішак · f3 білий кінь · a2 білий пішак · b2 білий пішак · c2 білий пішак · d2 білий пішак · g2 білий пішак · h2 білий пішак · a1 біла тура · b1 білий кінь · c1 білий слон · d1 білий ферзь · e1 білий король · f1 білий слон · h1 біла тура | a8 чорна тура · b8 чорний кінь · c8 чорний слон · d8 чорний ферзь · e8 чорний король · f8 чорний слон · g8 чорний кінь · h8 чорна тура · a7 чорний пішак · b7 чорний пішак · c7 чорний пішак · d7 чорний пішак · f7 чорний пішак · g7 чорний пішак · h7 чорний пішак · e4 білий пішак · f4 чорний пішак · f3 білий кінь · a2 білий пішак · b2 білий пішак · c2 білий пішак · d2 білий пішак · g2 білий пішак · h2 білий пішак · a1 біла тура · b1 білий кінь · c1 білий слон · d1 білий ферзь · e1 білий король · f1 білий слон · h1 біла тура | a8 чорна тура · b8 чорний кінь · c8 чорний слон · d8 чорний ферзь · e8 чорний король · f8 чорний слон · g8 чорний кінь · h8 чорна тура · a7 чорний пішак · b7 чорний пішак · c7 чорний пішак · d7 чорний пішак · f7 чорний пішак · g7 чорний пішак · h7 чорний пішак · e4 білий пішак · f4 чорний пішак · f3 білий кінь · a2 білий пішак · b2 білий пішак · c2 білий пішак · d2 білий пішак · g2 білий пішак · h2 білий пішак · a1 біла тура · b1 білий кінь · c1 білий слон · d1 білий ферзь · e1 білий король · f1 білий слон · h1 біла тура | a8 чорна тура · b8 чорний кінь · c8 чорний слон · d8 чорний ферзь · e8 чорний король · f8 чорний слон · g8 чорний кінь · h8 чорна тура · a7 чорний пішак · b7 чорний пішак · c7 чорний пішак · d7 чорний пішак · f7 чорний пішак · g7 чорний пішак · h7 чорний пішак · e4 білий пішак · f4 чорний пішак · f3 білий кінь · a2 білий пішак · b2 білий пішак · c2 білий пішак · d2 білий пішак · g2 білий пішак · h2 білий пішак · a1 біла тура · b1 білий кінь · c1 білий слон · d1 білий ферзь · e1 білий король · f1 білий слон · h1 біла тура | a8 чорна тура · b8 чорний кінь · c8 чорний слон · d8 чорний ферзь · e8 чорний король · f8 чорний слон · g8 чорний кінь · h8 чорна тура · a7 чорний пішак · b7 чорний пішак · c7 чорний пішак · d7 чорний пішак · f7 чорний пішак · g7 чорний пішак · h7 чорний пішак · e4 білий пішак · f4 чорний пішак · f3 білий кінь · a2 білий пішак · b2 білий пішак · c2 білий пішак · d2 білий пішак · g2 білий пішак · h2 білий пішак · a1 біла тура · b1 білий кінь · c1 білий слон · d1 білий ферзь · e1 білий король · f1 білий слон · h1 біла тура | 4 |
| 3 | a8 чорна тура · b8 чорний кінь · c8 чорний слон · d8 чорний ферзь · e8 чорний король · f8 чорний слон · g8 чорний кінь · h8 чорна тура · a7 чорний пішак · b7 чорний пішак · c7 чорний пішак · d7 чорний пішак · f7 чорний пішак · g7 чорний пішак · h7 чорний пішак · e4 білий пішак · f4 чорний пішак · f3 білий кінь · a2 білий пішак · b2 білий пішак · c2 білий пішак · d2 білий пішак · g2 білий пішак · h2 білий пішак · a1 біла тура · b1 білий кінь · c1 білий слон · d1 білий ферзь · e1 білий король · f1 білий слон · h1 біла тура | a8 чорна тура · b8 чорний кінь · c8 чорний слон · d8 чорний ферзь · e8 чорний король · f8 чорний слон · g8 чорний кінь · h8 чорна тура · a7 чорний пішак · b7 чорний пішак · c7 чорний пішак · d7 чорний пішак · f7 чорний пішак · g7 чорний пішак · h7 чорний пішак · e4 білий пішак · f4 чорний пішак · f3 білий кінь · a2 білий пішак · b2 білий пішак · c2 білий пішак · d2 білий пішак · g2 білий пішак · h2 білий пішак · a1 біла тура · b1 білий кінь · c1 білий слон · d1 білий ферзь · e1 білий король · f1 білий слон · h1 біла тура | a8 чорна тура · b8 чорний кінь · c8 чорний слон · d8 чорний ферзь · e8 чорний король · f8 чорний слон · g8 чорний кінь · h8 чорна тура · a7 чорний пішак · b7 чорний пішак · c7 чорний пішак · d7 чорний пішак · f7 чорний пішак · g7 чорний пішак · h7 чорний пішак · e4 білий пішак · f4 чорний пішак · f3 білий кінь · a2 білий пішак · b2 білий пішак · c2 білий пішак · d2 білий пішак · g2 білий пішак · h2 білий пішак · a1 біла тура · b1 білий кінь · c1 білий слон · d1 білий ферзь · e1 білий король · f1 білий слон · h1 біла тура | a8 чорна тура · b8 чорний кінь · c8 чорний слон · d8 чорний ферзь · e8 чорний король · f8 чорний слон · g8 чорний кінь · h8 чорна тура · a7 чорний пішак · b7 чорний пішак · c7 чорний пішак · d7 чорний пішак · f7 чорний пішак · g7 чорний пішак · h7 чорний пішак · e4 білий пішак · f4 чорний пішак · f3 білий кінь · a2 білий пішак · b2 білий пішак · c2 білий пішак · d2 білий пішак · g2 білий пішак · h2 білий пішак · a1 біла тура · b1 білий кінь · c1 білий слон · d1 білий ферзь · e1 білий король · f1 білий слон · h1 біла тура | a8 чорна тура · b8 чорний кінь · c8 чорний слон · d8 чорний ферзь · e8 чорний король · f8 чорний слон · g8 чорний кінь · h8 чорна тура · a7 чорний пішак · b7 чорний пішак · c7 чорний пішак · d7 чорний пішак · f7 чорний пішак · g7 чорний пішак · h7 чорний пішак · e4 білий пішак · f4 чорний пішак · f3 білий кінь · a2 білий пішак · b2 білий пішак · c2 білий пішак · d2 білий пішак · g2 білий пішак · h2 білий пішак · a1 біла тура · b1 білий кінь · c1 білий слон · d1 білий ферзь · e1 білий король · f1 білий слон · h1 біла тура | a8 чорна тура · b8 чорний кінь · c8 чорний слон · d8 чорний ферзь · e8 чорний король · f8 чорний слон · g8 чорний кінь · h8 чорна тура · a7 чорний пішак · b7 чорний пішак · c7 чорний пішак · d7 чорний пішак · f7 чорний пішак · g7 чорний пішак · h7 чорний пішак · e4 білий пішак · f4 чорний пішак · f3 білий кінь · a2 білий пішак · b2 білий пішак · c2 білий пішак · d2 білий пішак · g2 білий пішак · h2 білий пішак · a1 біла тура · b1 білий кінь · c1 білий слон · d1 білий ферзь · e1 білий король · f1 білий слон · h1 біла тура | a8 чорна тура · b8 чорний кінь · c8 чорний слон · d8 чорний ферзь · e8 чорний король · f8 чорний слон · g8 чорний кінь · h8 чорна тура · a7 чорний пішак · b7 чорний пішак · c7 чорний пішак · d7 чорний пішак · f7 чорний пішак · g7 чорний пішак · h7 чорний пішак · e4 білий пішак · f4 чорний пішак · f3 білий кінь · a2 білий пішак · b2 білий пішак · c2 білий пішак · d2 білий пішак · g2 білий пішак · h2 білий пішак · a1 біла тура · b1 білий кінь · c1 білий слон · d1 білий ферзь · e1 білий король · f1 білий слон · h1 біла тура | a8 чорна тура · b8 чорний кінь · c8 чорний слон · d8 чорний ферзь · e8 чорний король · f8 чорний слон · g8 чорний кінь · h8 чорна тура · a7 чорний пішак · b7 чорний пішак · c7 чорний пішак · d7 чорний пішак · f7 чорний пішак · g7 чорний пішак · h7 чорний пішак · e4 білий пішак · f4 чорний пішак · f3 білий кінь · a2 білий пішак · b2 білий пішак · c2 білий пішак · d2 білий пішак · g2 білий пішак · h2 білий пішак · a1 біла тура · b1 білий кінь · c1 білий слон · d1 білий ферзь · e1 білий король · f1 білий слон · h1 біла тура | 3 |
| 2 | a8 чорна тура · b8 чорний кінь · c8 чорний слон · d8 чорний ферзь · e8 чорний король · f8 чорний слон · g8 чорний кінь · h8 чорна тура · a7 чорний пішак · b7 чорний пішак · c7 чорний пішак · d7 чорний пішак · f7 чорний пішак · g7 чорний пішак · h7 чорний пішак · e4 білий пішак · f4 чорний пішак · f3 білий кінь · a2 білий пішак · b2 білий пішак · c2 білий пішак · d2 білий пішак · g2 білий пішак · h2 білий пішак · a1 біла тура · b1 білий кінь · c1 білий слон · d1 білий ферзь · e1 білий король · f1 білий слон · h1 біла тура | a8 чорна тура · b8 чорний кінь · c8 чорний слон · d8 чорний ферзь · e8 чорний король · f8 чорний слон · g8 чорний кінь · h8 чорна тура · a7 чорний пішак · b7 чорний пішак · c7 чорний пішак · d7 чорний пішак · f7 чорний пішак · g7 чорний пішак · h7 чорний пішак · e4 білий пішак · f4 чорний пішак · f3 білий кінь · a2 білий пішак · b2 білий пішак · c2 білий пішак · d2 білий пішак · g2 білий пішак · h2 білий пішак · a1 біла тура · b1 білий кінь · c1 білий слон · d1 білий ферзь · e1 білий король · f1 білий слон · h1 біла тура | a8 чорна тура · b8 чорний кінь · c8 чорний слон · d8 чорний ферзь · e8 чорний король · f8 чорний слон · g8 чорний кінь · h8 чорна тура · a7 чорний пішак · b7 чорний пішак · c7 чорний пішак · d7 чорний пішак · f7 чорний пішак · g7 чорний пішак · h7 чорний пішак · e4 білий пішак · f4 чорний пішак · f3 білий кінь · a2 білий пішак · b2 білий пішак · c2 білий пішак · d2 білий пішак · g2 білий пішак · h2 білий пішак · a1 біла тура · b1 білий кінь · c1 білий слон · d1 білий ферзь · e1 білий король · f1 білий слон · h1 біла тура | a8 чорна тура · b8 чорний кінь · c8 чорний слон · d8 чорний ферзь · e8 чорний король · f8 чорний слон · g8 чорний кінь · h8 чорна тура · a7 чорний пішак · b7 чорний пішак · c7 чорний пішак · d7 чорний пішак · f7 чорний пішак · g7 чорний пішак · h7 чорний пішак · e4 білий пішак · f4 чорний пішак · f3 білий кінь · a2 білий пішак · b2 білий пішак · c2 білий пішак · d2 білий пішак · g2 білий пішак · h2 білий пішак · a1 біла тура · b1 білий кінь · c1 білий слон · d1 білий ферзь · e1 білий король · f1 білий слон · h1 біла тура | a8 чорна тура · b8 чорний кінь · c8 чорний слон · d8 чорний ферзь · e8 чорний король · f8 чорний слон · g8 чорний кінь · h8 чорна тура · a7 чорний пішак · b7 чорний пішак · c7 чорний пішак · d7 чорний пішак · f7 чорний пішак · g7 чорний пішак · h7 чорний пішак · e4 білий пішак · f4 чорний пішак · f3 білий кінь · a2 білий пішак · b2 білий пішак · c2 білий пішак · d2 білий пішак · g2 білий пішак · h2 білий пішак · a1 біла тура · b1 білий кінь · c1 білий слон · d1 білий ферзь · e1 білий король · f1 білий слон · h1 біла тура | a8 чорна тура · b8 чорний кінь · c8 чорний слон · d8 чорний ферзь · e8 чорний король · f8 чорний слон · g8 чорний кінь · h8 чорна тура · a7 чорний пішак · b7 чорний пішак · c7 чорний пішак · d7 чорний пішак · f7 чорний пішак · g7 чорний пішак · h7 чорний пішак · e4 білий пішак · f4 чорний пішак · f3 білий кінь · a2 білий пішак · b2 білий пішак · c2 білий пішак · d2 білий пішак · g2 білий пішак · h2 білий пішак · a1 біла тура · b1 білий кінь · c1 білий слон · d1 білий ферзь · e1 білий король · f1 білий слон · h1 біла тура | a8 чорна тура · b8 чорний кінь · c8 чорний слон · d8 чорний ферзь · e8 чорний король · f8 чорний слон · g8 чорний кінь · h8 чорна тура · a7 чорний пішак · b7 чорний пішак · c7 чорний пішак · d7 чорний пішак · f7 чорний пішак · g7 чорний пішак · h7 чорний пішак · e4 білий пішак · f4 чорний пішак · f3 білий кінь · a2 білий пішак · b2 білий пішак · c2 білий пішак · d2 білий пішак · g2 білий пішак · h2 білий пішак · a1 біла тура · b1 білий кінь · c1 білий слон · d1 білий ферзь · e1 білий король · f1 білий слон · h1 біла тура | a8 чорна тура · b8 чорний кінь · c8 чорний слон · d8 чорний ферзь · e8 чорний король · f8 чорний слон · g8 чорний кінь · h8 чорна тура · a7 чорний пішак · b7 чорний пішак · c7 чорний пішак · d7 чорний пішак · f7 чорний пішак · g7 чорний пішак · h7 чорний пішак · e4 білий пішак · f4 чорний пішак · f3 білий кінь · a2 білий пішак · b2 білий пішак · c2 білий пішак · d2 білий пішак · g2 білий пішак · h2 білий пішак · a1 біла тура · b1 білий кінь · c1 білий слон · d1 білий ферзь · e1 білий король · f1 білий слон · h1 біла тура | 2 |
| 1 | a8 чорна тура · b8 чорний кінь · c8 чорний слон · d8 чорний ферзь · e8 чорний король · f8 чорний слон · g8 чорний кінь · h8 чорна тура · a7 чорний пішак · b7 чорний пішак · c7 чорний пішак · d7 чорний пішак · f7 чорний пішак · g7 чорний пішак · h7 чорний пішак · e4 білий пішак · f4 чорний пішак · f3 білий кінь · a2 білий пішак · b2 білий пішак · c2 білий пішак · d2 білий пішак · g2 білий пішак · h2 білий пішак · a1 біла тура · b1 білий кінь · c1 білий слон · d1 білий ферзь · e1 білий король · f1 білий слон · h1 біла тура | a8 чорна тура · b8 чорний кінь · c8 чорний слон · d8 чорний ферзь · e8 чорний король · f8 чорний слон · g8 чорний кінь · h8 чорна тура · a7 чорний пішак · b7 чорний пішак · c7 чорний пішак · d7 чорний пішак · f7 чорний пішак · g7 чорний пішак · h7 чорний пішак · e4 білий пішак · f4 чорний пішак · f3 білий кінь · a2 білий пішак · b2 білий пішак · c2 білий пішак · d2 білий пішак · g2 білий пішак · h2 білий пішак · a1 біла тура · b1 білий кінь · c1 білий слон · d1 білий ферзь · e1 білий король · f1 білий слон · h1 біла тура | a8 чорна тура · b8 чорний кінь · c8 чорний слон · d8 чорний ферзь · e8 чорний король · f8 чорний слон · g8 чорний кінь · h8 чорна тура · a7 чорний пішак · b7 чорний пішак · c7 чорний пішак · d7 чорний пішак · f7 чорний пішак · g7 чорний пішак · h7 чорний пішак · e4 білий пішак · f4 чорний пішак · f3 білий кінь · a2 білий пішак · b2 білий пішак · c2 білий пішак · d2 білий пішак · g2 білий пішак · h2 білий пішак · a1 біла тура · b1 білий кінь · c1 білий слон · d1 білий ферзь · e1 білий король · f1 білий слон · h1 біла тура | a8 чорна тура · b8 чорний кінь · c8 чорний слон · d8 чорний ферзь · e8 чорний король · f8 чорний слон · g8 чорний кінь · h8 чорна тура · a7 чорний пішак · b7 чорний пішак · c7 чорний пішак · d7 чорний пішак · f7 чорний пішак · g7 чорний пішак · h7 чорний пішак · e4 білий пішак · f4 чорний пішак · f3 білий кінь · a2 білий пішак · b2 білий пішак · c2 білий пішак · d2 білий пішак · g2 білий пішак · h2 білий пішак · a1 біла тура · b1 білий кінь · c1 білий слон · d1 білий ферзь · e1 білий король · f1 білий слон · h1 біла тура | a8 чорна тура · b8 чорний кінь · c8 чорний слон · d8 чорний ферзь · e8 чорний король · f8 чорний слон · g8 чорний кінь · h8 чорна тура · a7 чорний пішак · b7 чорний пішак · c7 чорний пішак · d7 чорний пішак · f7 чорний пішак · g7 чорний пішак · h7 чорний пішак · e4 білий пішак · f4 чорний пішак · f3 білий кінь · a2 білий пішак · b2 білий пішак · c2 білий пішак · d2 білий пішак · g2 білий пішак · h2 білий пішак · a1 біла тура · b1 білий кінь · c1 білий слон · d1 білий ферзь · e1 білий король · f1 білий слон · h1 біла тура | a8 чорна тура · b8 чорний кінь · c8 чорний слон · d8 чорний ферзь · e8 чорний король · f8 чорний слон · g8 чорний кінь · h8 чорна тура · a7 чорний пішак · b7 чорний пішак · c7 чорний пішак · d7 чорний пішак · f7 чорний пішак · g7 чорний пішак · h7 чорний пішак · e4 білий пішак · f4 чорний пішак · f3 білий кінь · a2 білий пішак · b2 білий пішак · c2 білий пішак · d2 білий пішак · g2 білий пішак · h2 білий пішак · a1 біла тура · b1 білий кінь · c1 білий слон · d1 білий ферзь · e1 білий король · f1 білий слон · h1 біла тура | a8 чорна тура · b8 чорний кінь · c8 чорний слон · d8 чорний ферзь · e8 чорний король · f8 чорний слон · g8 чорний кінь · h8 чорна тура · a7 чорний пішак · b7 чорний пішак · c7 чорний пішак · d7 чорний пішак · f7 чорний пішак · g7 чорний пішак · h7 чорний пішак · e4 білий пішак · f4 чорний пішак · f3 білий кінь · a2 білий пішак · b2 білий пішак · c2 білий пішак · d2 білий пішак · g2 білий пішак · h2 білий пішак · a1 біла тура · b1 білий кінь · c1 білий слон · d1 білий ферзь · e1 білий король · f1 білий слон · h1 біла тура | a8 чорна тура · b8 чорний кінь · c8 чорний слон · d8 чорний ферзь · e8 чорний король · f8 чорний слон · g8 чорний кінь · h8 чорна тура · a7 чорний пішак · b7 чорний пішак · c7 чорний пішак · d7 чорний пішак · f7 чорний пішак · g7 чорний пішак · h7 чорний пішак · e4 білий пішак · f4 чорний пішак · f3 білий кінь · a2 білий пішак · b2 білий пішак · c2 білий пішак · d2 білий пішак · g2 білий пішак · h2 білий пішак · a1 біла тура · b1 білий кінь · c1 білий слон · d1 білий ферзь · e1 білий король · f1 білий слон · h1 біла тура | 1 |
|   | a | b | c | d | e | f | g | h |   |

- 3.Nf3 – королівський гамбіт коня
- 3.Bc4 – королівський гамбіт слона

Чорні зазвичай приймають гамбіт ходом 2...exf4. Тепер білі мають два продовження: найчастіше білі розвивають коня 3.Nf3, щоб завадити походити 3...Qh4+; або 3.Bc4, де білі швидко нарощують розвиток після продовження, яке грали в 19 столітті, 3...Qh4+!? 4.Kf1, за яким іде 5.Nf3, відганяючи ферзя і таким чином здобуваючи темп; однак 3...Nf6 в сучасній практиці зустрічається набагато частіше. Існує також багато інших третіх ходів, серед яких найбільшою повагою користуються:
- 3.Nc3 – гамбіт Мезона або гамбіт Кереса
- 3.d4 – гамбіт Віллемсона[1] або гамбіт Стейніца
- 3.Be2 – слоновий гамбіт Лессера або гамбіт Тартаковера
- 3.Qf3 – гамбіт Бреєра або угорський гамбіт

Інші ходи також отримали назви, але їх рідко грають.

#### Королівський гамбіт коня: 3.Nf3

##### Класичний варіант: 3...g5
Класичний варіант отримуємо після ходів 3.Nf3 g5, де основними продовженнями традиційно були 4.h4 (паризька атака) і 4.Bc4. Однак віднедавна сильні гравці також грають 4.Nc3 атака Квааде).

###### 4.h4
Після 4.h4 g4 білі можуть вибирати між 5.Ng5 і 5.Ne5. 5.Ng5 має назву гамбіт Альґаєра, плануючи 5...h6 6.Nxf7, але сучасна теорія вважає це продовження сумнівним. Сильнішим продовженням є 5.Ne5. Це продовження називається гамбіт Кізерицького і є відносно позиційним за своєю природою. Його популяризував Ліонель Кізерицький у 1840-х роках. Це продовження успішно використовували Вільгельм Стейніц, а Борис Спаський у такий спосіб переміг Боббі Фішера в їх знаменитій грі [Архівовано 26 грудня 2017 у Wayback Machine.] на турнірі Мар-дель-Плата 1960. Ця поразка мотивувала Фішера на розробку свого власного захисту проти королівського гамбіту – див "гамбіт Фішера" нижче.

###### 4.Bc4
Надзвичайно гострий гамбіт Муціо виникає після 4.Bc4 g4 5.0-0 gxf3 6.Qxf3, де білі пожертвували конем, але їхні три фігури спрямовані на поле f7. Така гостра гра зустрічається рідко в сучасних шахах, але чорні повинні діяти обережно збираючи докупи свою позицію. Чорні можуть уникнути гамбіту Муціо відповівши на 4.Bc4 ходом 4...Bg7 і потім ...h6.  Можливо найгострішим продовженням є подвійний гамбіт Муціо після 6...Qf6 7.e5 Qxe5 8.Bxf7+!? Хоча в цій позиції після восьми ходів білі мають на дві фігури менше, але деякі майстри оцінюють шанси сторін як рівні.
Серед подібних ліній, які можуть перестановкою привести до гамбіту Муціо є гамбіт Гулама Кассіма, 4.Bc4 g4 5.d4, гамбіт Макдонелла, 4.Bc4 g4 5.Nc3. Але їх зазвичай вважають слабшими, ніж гамбіт Муціо, в якому перевагою білих є більша концентрація сил по вертикалі f.
Гамбіт Сальвіо, 4.Bc4 g4 5.Ne5 Qh4+ 6.Kf1, вважають кращим для чорних через ненадійний захист білого короля. Чорні можуть грати надійно 6...Nh6, або ж здійснити контржертву ходом 6...f3 або 6...Nc6.

### Відхилений королівський гамбіт
1. е2-е4   е7-е5
2. f2-f4

#### Фігурна контргра в центрі
- Захист 2. … Кg8-f6
- Захист 2. … Сf8-c5

#### Контргамбіти
- 2. …        d7-d5 — Королівський контргамбіт

- 3. e4:d5   c7-c6 — контргамбіт Німцовича.
- 3. ...         e5-e4 -  контргамбіт Фалькбеєра
- 3. Kg1-f3        — відхилений контргамбіт.
- 3. ... d5:e4 4. Kf3:e5[8]

## Історія
Вперше королівський гамбіт згадується у книзі іспанського священика Руй Лопеса де Сегури «Книга про винахідливість в шахах», виданій у 1561 році.